# Peace and love (Neil Young)
Peace and love, ook Peace & love, is een lied dat werd geschreven door Neil Young. Hij bracht het in 1995 uit op een single en een album. De tweede stem wordt in het nummer gezongen door Eddie Vedder van Pearl Jam. Met deze rockband werkte Young in 1995 veelvuldig samen, zowel met optredens als plaatopnames. De single bereikte de Canadese hitlijst en in de VS de rocklijst van Billboard.
Op de cd-single staat een radio- en elpee-versie van het nummer en daarnaast het nummer Safeway cart. Verder verscheen het op zijn dubbelelpee en cd Mirror ball. De titel wordt op de albumversie steevast met 'and' geschreven en op de single soms met een ampersand.
Het nummer begint met een aantal eenvoudige akkoorden en eindigt met gitaarspel dat herkenbaar is uit de folkmuziek. Het rocknummer heeft een vergelijkbaar grungegeluid als uit de samenwerking van Young met Crazy Horse. Dit heeft er mede mee te maken omdat Pearl Jam ook om het grungegenre bekendstaat.
De titel van het nummer vat de inhoud van de tekst samen, en gaat aldus over vrede en liefde. De context van het nummer kan geplaatst worden binnen een relatie, waarbij hij zijn vrouw vraagt de weg van vrede en liefde te blijven volgen. Young wijdt er breed over uit, tot en met een citaat van de vredeszanger John Lennon.